# Michel Ahouanmènou
Michel Ahouanmènou, né le 23 décembre 1916 à Porto-Novo au Dahomey (actuel Bénin) et mort le 27 janvier 1976, est un instituteur, inspecteur de l'Enseignement primaire, homme politique et diplomate béninois.

## Biographie

### Études et carrière professionnelle
Michel Ahouanmènou est issu d'une famille influente de Porto-Novo ; il y naît le 23 décembre 1916. Il réalise ses études à l'École primaire supérieure Victor-Ballot puis intègre l'École normale William-Ponty au Sénégal, établissement réputé pour former la future élite d'Afrique-Occidentale française (AOF),. Il en sort avec un diplôme d'instituteur.
De retour au Dahomey, il entame une carrière dans la fonction publique durant laquelle il est notamment instituteur à Kandi. En 1948, alors instituteur du cadre commun secondaire, il obtient, en se classant premier, son diplôme supérieur d'aptitude professionnelle,. Il devient par la suite inspecteur de l'Enseignement primaire.

### Carrière politique
En parallèle de sa carrière d'enseignant, Michel Ahouanmènou se lance en politique. Sur la liste de l'Union progressiste dahoméenne, il se présente à la première élection territoriale du pays, dans la circonscription de Porto-Novo et est élu au Conseil général, au second collège, le 5 janvier 1947. Candidat élu aux élections territoriales puis législatives suivantes, il est conseiller territorial puis député de Porto-Novo jusqu'en janvier 1964,. En tant que membre du Parti républicain dahoméen (PRD), il est président du groupe parlementaire de son parti à l'Assemblée législative d'avril 1959 à avril 1960.
Michel Ahouanmènou enchaîne avec succès les différentes élections auxquelles il se présente ; il est élu, le 15 mai 1957, aux élections des représentants du territoire et intègre le Grand Conseil de l'AOF à Dakar. Il y siège jusqu'en avril 1959. Il est également élu sénateur de la Communauté française le 30 avril 1959. Au palais du Luxembourg, il s'inscrit au groupe de l'Alliance pour l'Unité de la Communauté et Gauche démocratique en compagnie de Justin Ahomadegbé, Chabi Mama, Francis Covi et Gabriel Lozès. Durant son mandat, il est membre de la commission du règlement et de la commission des traités, accords internationaux et des problèmes de défense commune. Il occupe cette fonction jusqu'au 16 mars 1961, date à laquelle Michel Debré, premier ministre français, met fin aux mandats des sénateurs de la communauté,.
Hubert Maga, premier ministre, l'intègre dans son gouvernement, le 1er janvier 1960, en tant que secrétaire d'État à la Jeunesse et au Sport. Il devient ministre de l'Éducation nationale, de la Jeunesse et des Sports le 2 novembre 1960 et le demeure jusqu'au 27 octobre 1963, lorsque le colonel Christophe Soglo s'empare du pouvoir après un coup d'État,. Une fois le pouvoir rendu aux civils en janvier 1964, Sourou Migan Apithy devient président de la République et prend Michel Ahouanmènou comme directeur de cabinet. Mais l'expérience tourne court car des conflits internes au gouvernement contraignent Sourou Migan Apithy à démissionner de son poste le 27 novembre 1965.
Le 22 décembre 1965, le général Soglo réalise un nouveau coup d'État et se replace à la tête du gouvernement. Michel Ahouanmènou retrouve un poste et est nommé directeur de la Jeunesse et des Sports le 20 janvier 1966. Le 22 mars 1967, il remplace Émile Poisson en tant qu'ambassadeur en France,. Il est aussi le représentant du Dahomey auprès de la Grande-Bretagne et de l'Italie. Le Dahomey est politiquement instable et malgré les chefs d'État qui se succèdent au cours des années suivantes, Michel Ahouanmènou conserve sa fonction d'ambassadeur.
Hubert Maga est élu président du Conseil présidentiel en mai 1970 et lors d'un remaniement ministériel, il rappelle Michel Ahouanmènou au Dahomey et le nomme, le 4 août 1971, ministre des Affaires étrangères en remplacement de Daouda Badarou. Ce dernier, faisant le chemin inverse, est envoyé à Paris comme ambassadeur du Dahomey.
Le ministre contribue à l'arrivée de la télévision au Dahomey grâce à une convention signée avec la France en mai 1972. Cet accord prévoit une aide financière d'un montant de 320 millions francs CFA pour la construction d'un bâtiment de production et d'une tour de transmission à Abomey-Calavi couvrant toute la partie sud du pays. Il inclut également la fourniture de l'équipement de transmission et de production télévisuelle ainsi que la formation du personnel local par des employés de l'Office de radiodiffusion-télévision française. Ce partenariat amène à la création, 20 octobre 1972, de l'Office de radiodiffusion et télévision du Dahomey.
Michel Ahouanmènou occupe le portefeuille des Affaires étrangères jusqu'au coup d'État du 26 octobre 1972 perpétré par le militaire Mathieu Kérékou. Ce dernier se lance alors dans une chasse aux sorcières ; l'ancien ministre, comme d'autres, est accusé de détournements de fonds publics, qu'il aurait réalisés au cours de son passage au sein du gouvernement. Il est brièvement emprisonné avant d'être finalement blanchi,.

### Carrière post-politique et décès
Michel Ahouanmènou devient, en 1973, président du conseil d'administration d'une société de coopération daho-espagnole, Omnium général d'expansion, au capital de 25 millions francs CFA et dont le siège est à Cotonou.
Il meurt le 27 janvier 1976, à l'âge de 59 ans.

## Distinctions et décorations
- Commandeur de l'ordre national du Dahomey (1962)[29].
- Grand officier de l'ordre national du Dahomey (1967)[30].